# David Finch
David Finch és un artista de còmics conegut pel seu treball a Top Cow Productions' Cyber force, pels seus nombrosos títols a Marvel Comics i DC Comics, així com The New Avengers, Moon Knight, Ultimatum i Bright Day. Tanmateix ha fet la portada de l'àlbum de la banda Disturbed i art conceptual per a pel·lícules com Watchmen.

## Carrera
David Finch va començar la seva carrera de còmics dibuixant Top Cow Productions' Cyber force, després que el creador i fundador de l'estudi, Marc Silvestri acabés la seva carrera com a escriptor/artista. Finch és cocreador de Ascension juntament amb Matt "Batt" Banning. Més tard va treballar en les tres primeres publicacion d'Afrodita IX amb David Wohl.
El 2003, Finch va tornar als còmics durant un any a Ultimate X-Men amb l'escriptor Brian Michael Bendis. Després d'això, el duet es va traslladar a The Avengers, on van substituir l'equip de superherois de Marvel i després el van rellançar com The New Avengers amb uns personatges radicalment diferents. A Avengers, la presència de Finch va fer duplicar les vendes només en el seu primer número.
Finch va treballar en la sèrie renovada Moon Knight amb el novel·lista Charlie Huston. La seva carrera a Moon Knight va disparar a les llistes de més venuts el títol principal de Marvel, arribant a vendre's més cinc vegades que els llançaments anteriors. Després va il·lustrar Fallen Son: The Death of Captain America núm. 4, amb Spider-Man i la sèrie limitada Ultimatum de Ultimate Marvel. A més del treball de còmics, ha dibuixat diverses portades, com ara les de "World War Hulk", X-Men núm. 200, la història "X-Men: Messiah Complex" i la minisèrie X-Infernus.
Finch va il·lustrar la portada de l'àlbum de Disturbed del 2008, Indestructible, a més de fer el disseny conceptual per a l'adaptació cinematogràfica de Watchmen d'Alan Moore.
El gener de 2010, Finch va deixar Marvel i es va convertir en artista exclusiu de DC Comics. Finch va col·laborar amb Grant Morrison a Batman núm. 700 l'agost de 2010. El juliol de 2010 DC Comics va anunciar que Finch estava escrivint i dibuixant una nova sèrie titulada Batman: The Dark Knight. La sèrie es va publicar el gener de 2011, i es va rellançar el novembre d'aquell mateix any pels canvis de l'empresa The New 52.
El juliol de 2012, com a part de la San Diego Comic-Con, Finch va ser un dels sis artistes que, juntament amb els editors Jim Lee i Dan DiDio, van participar en la producció de "Heroic Proportions", un episodi del reality de Syfy.
Finch i Geoff Johns van publicar una nova sèrie de Justice League of America i la sèrie limitada Forever Evil el 2013. Finch i Meredith Finch, es van fer càrrec de les tasques creatives de Wonder Woman a partir del número 36 el gener de 2015.
Com a part del rellançament de DC Rebirth, Finch es va unir amb l'escriptor Tom King per publicar Batman vol. 3 el juny de 2016.
El 2020, Finch va dibuixar la portada de The Joker dels anys 50. Aquell juliol, Marvel Comics va anunciar que havia adquirit els drets de publicació de les franquícies Alien i Predator, per a les quals Finch va crear dos cartells teaser.

## Influències
Finch va ser influenciat per l'il·lustrador Gerald Brom.

## Vida personal
Finch viu a Ontario. La seva dona és Meredith i tres criatures.

## Premis
Finch va guanyar el premi Joe Shuster a l'artista destacat el 2009.
El 2017, Finch i Tom King van guanyar el premi Eisner a la millor història curta "Good Boy" a Batman Annual núm. 1.

### DC Comics
- Batman #700 (2010)
- Batman vol. 3 #1–5, 16–20, 24, 50 (2016–2018)
- Batman: The Return #1 (2010)
- Batman: The Dark Knight #1–5 (2010–2011)
- Batman: The Dark Knight vol. 2 núm. 1–7, 9–15 (2011–2013)
- Forever Evil #1–7 (2013–2014)
- Lliga de la Justícia vol. 3 #1–3 (2013)
- Superman: La Guerra de Superman' #0 (entre altres artistes) (2010)
- Superman/Batman #75 (2010)
- Wonder Woman vol. 4 núm. 36–42, 44–46, 48–50, núm. 1 anual (2014–2016)

### Image Comics
- Afrodita IX: #0–2; (amb Clarence Lansang): #3 (2000–2001)
- Ascension: #1–5; (entre altres artistes): #6–11 (1997–1999)
- Codename: Strikeforce #7 (1994)
- Cyberforce #15–22, 24–29, 31, #1 anual (1994–1997)
- Darkness: #20–21, #39 (1999–2001)
- Ripclaw (edició especial Wizard) #½ (1995)
- Tales of the Witchblade (amb Billy Tan) #2 (1997)

#### Image Comics and DC Comics
- Darkness / Batman (1997)

#### Image Comics and Marvel Comics
- Witchblade / Elektra (1997)

### Marvel Comics
- The Avengers #500–503 (2004)
- Call of Duty: The Brotherhood #1–6 (2002)
- Daredevil vol. 2 #65 (2004)
- Fallen Son: The Death of Captain America : Spider-Man (2007)
- Legion of Monsters: Morbius (Dràcula / Lilith) #14 (2007)
- Moon Knight vol. 5 #1–8 (2006–2007)
- New Avengers #1–6, 11–13 (2005)
- Spider-Man Unlimited vol. 2 #14 (2006)
- Star Trek / X-Men (1996)
- Ultimate X-Men # 27–28, 30, 34–45 (2003–2004)
- Minisèrie Ultimatum # 1–5 (2008–2009)
- Uncanny X-Men ("Call of Duty") #406 (2002)
- Wolverine vol. 2 (Alpha Flight) #173, ("Call of Duty") #176 (2002)
- Wolverine #900 (2010)
- X-Men: Second Coming #1 (2010)
- X-Men Unlimited #35, 40 (2002–2003)

### Portades

#### Marvel Comics
- X-Men Unlimited #46 (2003)
- Els nous venjadors #7 (2005)
- The Amazing Spider-Man #549.572 (2008)
- Savage Avengers #1- (2019-)
- Non-Stop Spider-Man #1 (2020)

#### DC Comics
- Action Comics #890, 900 (2011)
- Lliga de la Justícia Internacional #3-12 (2011-2012)
- Batman #72, 82 (2019)
- Catwoman #17 (2019)
- Dark Nights: Death Metal #1- (2020-)
- DCeased: Dead Planet #1 (2020)
- El 80è aniversari de The Joker #1 (2020)
- Batman/Catwoman #1 (2020)